# Dicranota balarama
Dicranota (Rhaphidolabis) balarama là một loài ruồi trong họ Pediciidae. Chúng phân bố ở vùng Indomalaya.